# Shraga Weil
Pour les articles homonymes, voir Weil.
Shraga Weil (hébreu : שרגא ווייל), né le 24 septembre 1918 et mort le 20 février 2009, est un peintre et graveur israélien.
En 1959 il reçoit le prix Dizengoff pour la peinture.

## Biographie
Shraga Weil voit le jour à Nitra en Slovaquie. Il étudie à l'académie des arts de Prague. Il est prisonnier au cours de la Seconde Guerre mondiale.
En 1947, il parvient en Israël sur un bateau de réfugiés et s'installe dans le kibboutz HaOgen.
En 1954 il étudie à l'École des beaux-arts de Paris puis à Ravenne en Italie.
Il réalise notamment des gravures, des dessins des collages et des peintures.
On retrouve le travail de Weil dans les collections permanentes de l'université Brandeis à Waltham (Massachusetts), au musée d'Israël, à Jérusalem, Fogg Museum, à l'université Harvard, Los Angeles County Museum, Jewish Museum, New York, Philadelphia Museum of Art, Joslyn Museum, Omaha, Nebraska, Judah Magnes Museum, Berkeley.

## Galerie

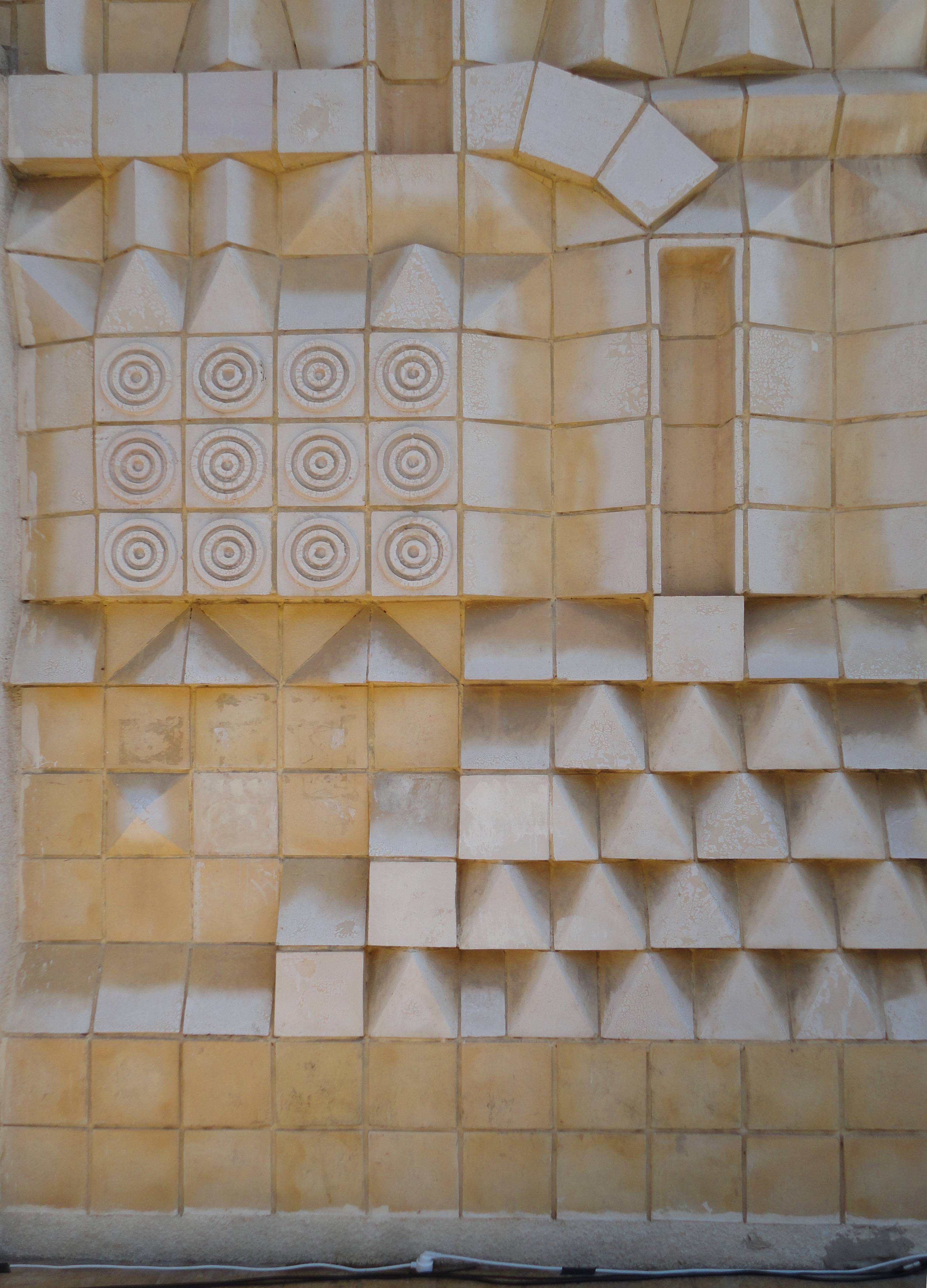
Ceramiques à la Grande synagogue de Tel-Aviv's Great.
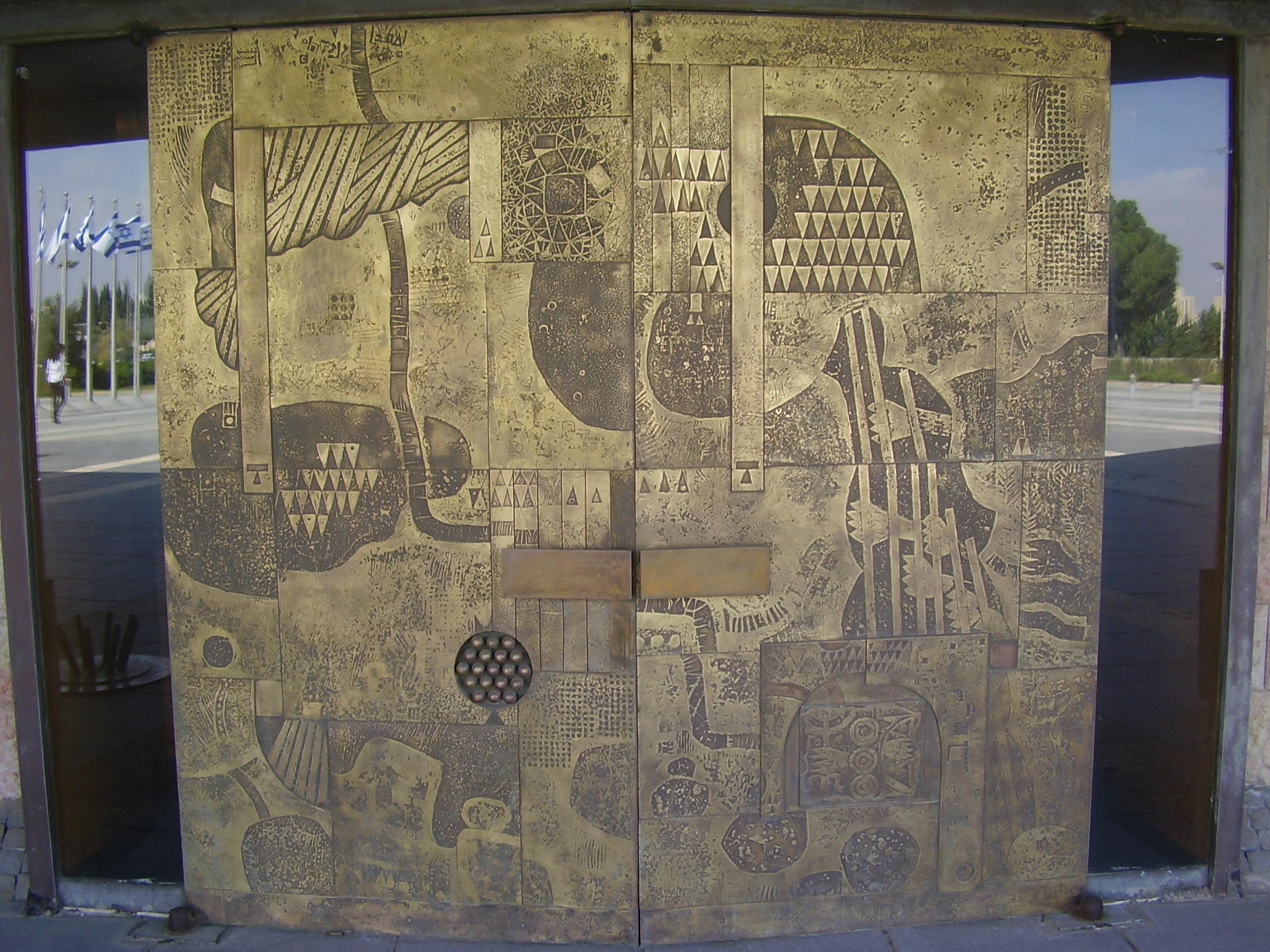
porte à la Knesset